# Upton Sinclair
Pour les articles homonymes, voir Sinclair.
Œuvres principales
- La Jungle (1905)
- Pétrole ! (1927)

Upton Sinclair, né le 20 septembre 1878 à Baltimore et mort le 25 novembre 1968, est un écrivain américain, auteur prolifique et promoteur du socialisme aux États-Unis.
En 1905, il accède à la célébrité avec son roman La Jungle, qui décrit les désillusions et la descente aux enfers d'une famille de migrants lituaniens travaillant dans les abattoirs de Chicago. La réaction du public aux pratiques dénoncées dans le roman conduit la même année au Federal Meat Inspection Act (en). Upton Sinclair fait aussi partie des journalistes et écrivains engagés dans la dénonciation des inégalités en Amérique du début du XXe siècle, qualifiés de muckrakers (« fouineurs »), par Théodore Roosevelt.

## Biographie
Les parents d'Upton Beall Sinclair, Jr. sont des notables issus du Sud des États-Unis. La famille de son père se flatte d'une tradition de service dans la marine remontant jusqu'à la guerre d'indépendance des États-Unis (1775-1783). Son arrière grand-père, le commodore Arthur Sinclair, a ainsi servi dans la guerre anglo-américaine de 1812 dans l'United States Navy (marine américaine). Lors de la guerre de Sécession, ses fils rejoignent les rangs de la Marine confédérée.
Upton Sinclair naît cependant à Baltimore, Maryland, l'engagement de sa famille aux côtés de la Confédération ayant pesé sur la fortune familiale. Fils unique, Upton Sinclair vit ainsi une enfance mêlant richesse et pauvreté. Son père est alcoolique et sa famille proche est pauvre, mais le jeune Upton fait de longs séjours à New York dans une branche aisée de la famille de sa mère. Cette expérience des deux extrêmes de la société américaine le pousse sans doute vers le socialisme.
Pour payer sa scolarité au City College of New York, Sinclair écrit des billets d'humour et des histoires pour la presse, ainsi que des romans de gare pour l'éditeur Street & Smith. Il peut ainsi poursuivre sa scolarité à l'université Columbia.
Il vit ensuite l'essentiel de sa vie près de Pasadena en Californie puis à Buckeye dans l'Arizona et enfin à Bound Brook dans le New Jersey. Il a été marié trois fois.
Sa maison (Upton Sinclair House) à Monrovia, Californie est classée patrimoine historique (National Historic Landmark).

## Le militant
Il rejoint le Parti socialiste d'Amérique en 1904. La même année il publie son premier grand succès, Manassas, un roman autour de la guerre de Sécession. Ce doit être le premier tome d'une trilogie, mais le succès foudroyant de La Jungle l'incite à changer de veine, bien qu'il revienne à Manassas des années plus tard pour le réviser profondément.
Avec les revenus tirés de la vente de La Jungle, Upton Sinclair fonde une communauté socialiste nommée Helicon Home Colony en 1906. Il y est rejoint par l'écrivain Sinclair Lewis. La colonie est ravagée par un incendie en 1907 qui détruit également une grande partie de ses archives. Entre-temps, sa candidature comme représentant du New Jersey au Congrès des États-Unis, avec l'investiture du parti socialiste, échoue de justesse.
Pour sa seconde aventure électorale, en 1934, il fonde le mouvement End Poverty in California, également d'inspiration socialiste mais finalement intégré à l'aile gauche du Parti démocrate, dont il obtient l'investiture pour une candidature au poste de gouverneur de Californie. Sa tentative échoue face à une campagne qui le présente comme le fer de lance d'un coup d'État communiste, alors même que les communistes ne lui pardonnent pas de s'être associé à Hollywood pour adapter Que Viva Mexico ! de Sergueï Eisenstein. Pourtant, au regard des autres candidats, même de Roosevelt, la radicalité du programme de Sinclair est telle qu'il a « proposé l’autogestion ouvrière et la collectivisation des studios d’Hollywood ». Bien que sa campagne se solde par un échec, elle est parfois désignée aux États-Unis comme « la campagne du siècle » et on s'en souvient comme de la première où ont été mises en œuvre des techniques modernes de propagande, incluant les messages électoraux cinématographiques. Par ailleurs, lors des mêmes élections, le mouvement EPIC obtient plusieurs sièges à l'assemblée de Californie, ainsi que de nombreux mandats mineurs. Le jeune Robert A. Heinlein y prend une part notable, décrite dans un essai de 1946, How To be a Politician.

## Que Viva Mexico
De 1931 à 1933, Sinclair tente de produire un film intitulé Que Viva Mexico !, dirigé et coproduit par Sergueï Eisenstein. Producteur médiocre, Sinclair ne parvient pas à aplanir les difficultés liées aux relations avec l'industrie cinématographique soviétique, et finit avec entre 150 000 et 200 000 pieds de bobines incomplètes[réf. souhaitée].

## Œuvre

### La Jungle
Après avoir passé sept semaines dans le quartier des abattoirs, à Chicago, Upton Sinclair publie La Jungle. Ce roman, qui décrit l'enfer de ce qui est alors appelé « la boucherie du monde », pousse le président Theodore Roosevelt à faire passer au Congrès le Meat Inspection Act et le Pure Food and Drug Act, qui instaurent des normes d’hygiène et de traçabilité plus strictes. Cela ne satisfait pas Sinclair qui avait conçu son roman comme une défense du socialisme et espérait que l'on s'intéresse davantage aux conditions de vie des ouvriers. Comme il le dira lui-même, il visait le cœur, mais il a touché l’estomac. Lui-même peu porté sur la viande, Sinclair pensait que « tout homme qui absorbe de la nourriture préparée sous la direction de pirates commerciaux sans scrupule », tels ceux de Chicago, « mérite tous les empoisonnements qu’il subit ».

### La série desLanny Budd
Entre 1940 et 1953, Sinclair écrit onze romans centrés autour du personnage de Lanny Budd. Conçus comme une série, ces romans couvrent l'histoire politique d'Europe et des États-Unis pour toute la première moitié du XXe siècle. Presque oubliée aujourd'hui, cette série a connu un énorme succès, le troisième volume, Les Griffes du dragon, obtenant le prix Pulitzer du roman en 1943.

### Romans
- In the Net of the Visconti, 1899
- A Battle with Misfortune, 1900
- Springtime and Harvest (King Midas), 1901
- The Journal of Arthur Stirling, 1903
- Prince Hagen, 1903
- Manassas, A Novel of the Civil War 1904 (Manassas, 1948)
- The Jungle, 1905 (La Jungle, 2 vol., 1905 & 1906) (1 vol. "La Jungle", 2008)
- A Captain of Industry, Being a Story of Civilised Man, 1906 (Le Roman du Roi de l'or, 1907)
- The Overman, 1907
- The Metropolis, 1908 (Metropolis, les Multimillionnaires à New York, 1909)
- The Moneychangers, 1908 (Les Brasseurs d'argent, 1910)
- Samuel the Seeker, 1910 (Samuel le chercheur, 1931)
- Love's Pilgrimage, 1911 (Le Pèlerinage d'amour, 1911)
- The Convict, 1912
- Sylvia, 1913
- Damaged Goods, 1913
- The Millenium, 1914
- Sylvia's Marriage, 1914
- King Coal, 1917 (Le Roi charbon, 2 vol., 1920, Paul Ollendorff)
- The Brass Check, a study of american journalism, 1919
- Jimmie Higgins goes to War, 1918 (Jimmie Higgins, roman d'un ouvrier américain pendant la guerre, 1920)
- 100% The Story of a Patriot, 1920 (100 pour 100, Histoire d'un patriote, 1924)
- They Call Me carpenter, 1922 (Le Christ à Hollywood, 1947)
- Oil !, 1927 (3 vol. : Le Pétrole, La Cité des anges, La Tête d'Holopherne, 1927, 1929, 1931) (1 vol."Pétrole !", 2008)
- Money Writes !, 1927
- Boston, A Contemporary Historical Novel - 1928 (Boston, 2 vol., 1932) Roman inspiré par l'Affaire Sacco et Vanzetti.
- Mountain City, 1929
- Roman Holiday, 1931 (Les Jeux du cirque, 1947)
- The Wet Parade, 1931
- What God Means to Me : an Attempt at a Working Religion, 1936 (Comment je crois en Dieu, 1937)
- Co-Op, A Novel of Living Together, 1936
- The Gnomobile, 1936 (En Gnomobile à travers l'Amérique, 1936)
- The Flivver King, 1937 (Le Roi de l'auto : Henry Ford, 1938)
- No Pasaran ! (They Shall Not Pass !), 1937 (No Pasaran ! (Ils ne passeront pas !), 1937)
- Little Steel, 1938
- Our Lady, 1938 (Notre Dame Marya de Nazareth, 1947)
- Another Pamela or The True Vertue Still Rewarted, 1950 (Pamela, 1950)
- What Didymus Did, 1954 (Saint Thomas d'Hollywood, 1956)
- Theirs be the Guilt, 1959 (Allan Montagu, 1962, Éditions La Farandole)
- Affectionately Eve, 1961
- The Coal War, 1976, publication posthume.

### SérieLanny Budd
- World's End, 1940 (La Fin d'un monde, Éditions de la Paix, 1947)
- Between Two Worlds, 1941 (Entre deux mondes, 2 tomes, Éditions de la Paix, 1948)
- Dragon's Teeth, 1942 (Les Griffes du dragon, 2 tomes, Éditions de la Paix, 1949) - Prix Pulitzer du roman
- Wide is the Gate, 1943 (La Grande porte, Éditions de la Paix, 1951)
- Presidential Agent, 1944 (Mission secrète, Éditions de la Paix, 1952)
- Dragon Harvest, 1945 (La Moisson du Dragon, Éditions de la Paix, 1954)
- A World to Win, 1946
- Presidential Mission, 1947
- One Clear Call, 1948
- O Shepherd, Speak !, 1949
- The Return of Lanny Budd, 1953

### Théâtre
- The Jungle, 1906
- The Second-Story Man (A Drama with a Socialistic Moral) - 1909
- Prince Hagen, 1909
- John D. An Adventure, 1910
- The Machin, 1911
- Plays of Protest, 1912
- Hell, A Verse Drama and Photo-Play, 1923
- The Millenium : a Comedy of the Year 2000, 1924
- The Pot-Boiler, 1924
- Singing Jailbirds, 1924
- Bill Porter : a Drama of the Prison Life of O. Henry, 1925
- Oil !, 1927
- Marie-Antoinette, 1939 (Mary and Her Lover - 1948)
- A Giant Strength, 1948
- The Enemy had it Too, 1950

### Cinéma
- Son roman Pétrole ! (Oil!)  (1927) a été adapté en 2007 au cinéma par le réalisateur Paul Thomas Anderson sous le titre de There Will Be Blood.
- Son roman En gnomobile à travers l'Amérique (1936) a été adapté en 1967 au cinéma par le réalisateur Robert Stevenson sous le nom La Gnome-mobile, produit par les Studios Disney.

## Personnage de fiction
Dans la série uchronique American Empire d'Harry Turtledove, Sinclair remporte la présidentielle de 1920 face à Theodore Roosevelt et devient le premier président socialiste des États-Unis.
Dans le livre "US" de Chris Bachelder (Sonatine éditions 2012) , Sinclair revient à la vie et est assassiné plusieurs fois tout en continuant à inspirer la gauche américaine et à cristalliser les rancœurs des conservateurs.
Joyce Carol Oates fait d'Upton Sinclair l'un des principaux personnages de son roman The Accursed (Maudits), paru en 2013.
Il apparaît également sous les traits de Bill Nye dans le film Mank, de David Fincher (2020).